# Amybeth McNulty
Amybeth McNulty (Donegal, 7 november 2001) een Iers-Canadese actrice bekend om haar rol van Anne Shirley in de televisieserie Anne with an E gemaakt op basis van de roman Anne van het Groene Huis van Lucy Maud Montgomery.

## Film
| jaar | titel               | rol                  | opmerkingen |
| ---- | ------------------- | -------------------- | ----------- |
| 2014 | A Risky Undertaking | Ariadne Pleasant     |             |
| 2016 | Morgan              | Morgan (leeftijd 10) |             |
| 2021 | Black Medicine      | Áine                 |             |

### Televisie
| jaar      | titel                 | rol          | opmerkingen                |
| --------- | --------------------- | ------------ | -------------------------- |
| 2014      | Agatha Raisin         | jonge Agatha | 1 aflevering               |
| 2015      | Clean Break           | Jenny Rane   | 4 afleveringen             |
| 2015      | The Sparticle Mystery | Sputnik      | 2 afleveringen             |
| 2017–2019 | Anne with an E        | Anne Shirley | 27 afleveringen - hoofdrol |
| 2022      | Stranger Things       | Vicky        | 3 afleveringen             |

- Gemeinsame Normdatei: 1222693453
- International Standard Name Identifier: 0000 0005 0062 1015
- Library of Congress Control Number: no2019119763
- Virtual International Authority File: 9333156677171833770000
- WorldCat: E39PBJkdpPGRFGMgrrYq6KRFrq